# Sergei Wassiljewitsch Rachmaninow

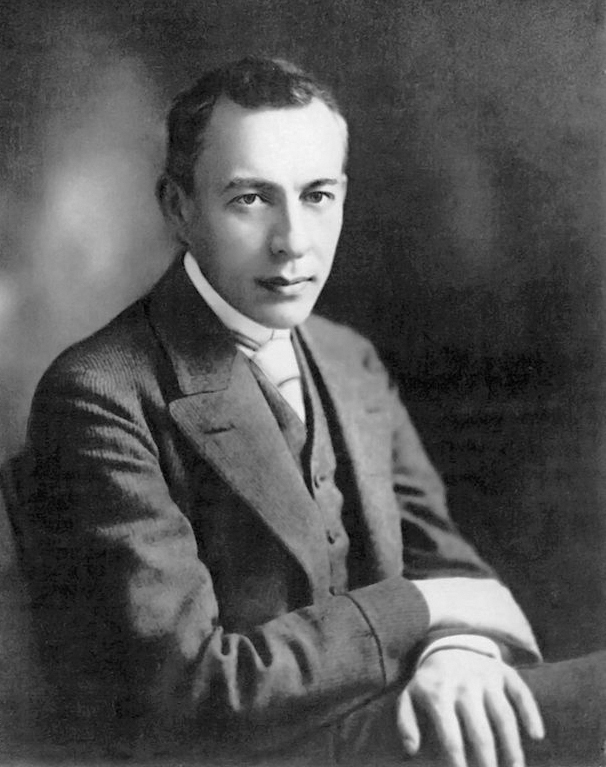
Der junge Rachmaninow (1901)

Sergei Wassiljewitsch Rachmaninow (russisch Сергей Васильевич Рахманинов, wissenschaftliche Transliteration Sergej Vasil'evič Rachmaninov; er selbst benutzte als Umschrift seines Namens Sergei Rachmaninoff; * 20. Märzjul. / 1. April 1873greg. auf dem Landgut Semjonowo bei Staraja Russa im Gouvernement Nowgorod, Russisches Kaiserreich; † 28. März 1943 in Beverly Hills, Kalifornien) war ein russischer Pianist, Komponist und Dirigent.

## Leben

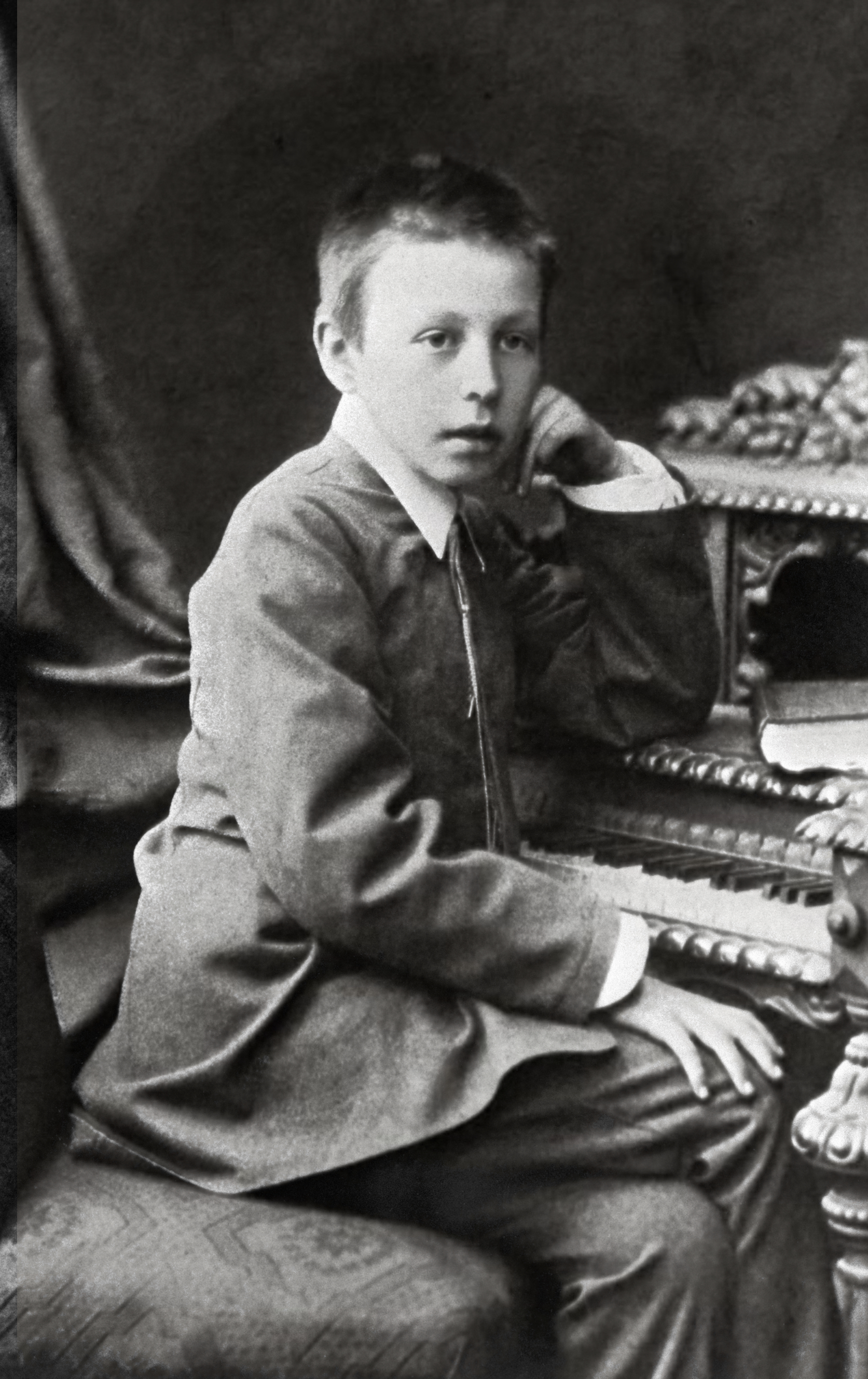
Rachmaninow im Alter von zwölf Jahren

Sergei Rachmaninow war das vierte von sechs Kindern aus der Ehe des Wassili Arkadjewitsch Rachmaninow und seiner Frau Ljubow Petrowna Butakowa. Die Ehefrau brachte Vermögen in Form von fünf Landgütern in die Ehe ein. Dem Vater, einem gutmütigen und geselligen Phantasten, fehlte jedoch jedes ökonomische Verständnis für eine Bewirtschaftung. Innerhalb von zehn Jahren führte er die Betriebe in den Ruin. Geldsorgen belasteten die Ehe schwer. Als 1882 auch das letzte Gut Oneg aufgegeben werden musste, zog die Familie nach Sankt Petersburg, wo sich die Eltern endgültig trennten.
Den ersten Klavierunterricht erhielt der junge Rachmaninow mit vier Jahren von seiner Mutter, anschließend von einer Absolventin des Sankt Petersburger Konservatoriums. Sein Vater und sein Großvater waren zwar beide keine ausgebildeten Musiker, konnten aber in geselligen Runden auf Zuruf beliebte Melodien mit einer improvisierten Begleitung zum Besten geben. In Sankt Petersburg besuchte Rachmaninow das dortige Konservatorium und erhielt neben Klavierunterricht auch Unterricht in Musiktheorie und allgemeinbildenden Fächern. Die familiäre Situation blieb angespannt und belastete vor allem die Mutter. Rachmaninows Schwester Sofia starb an Diphtherie, die Eltern trennten sich, Rachmaninow scheiterte bei der Abschlussprüfung in den Allgemeinfächern. Das Stipendium wurde ihm entzogen, und er musste das Konservatorium verlassen. Die ratlose Mutter wandte sich daraufhin an ihren Neffen Alexander Siloti, der gerade als neuer Stern am russischen Pianistenhimmel gefeiert wurde. Dieser hörte dem jungen Rachmaninow beim Klavierspiel zu und erkannte seine große, jedoch völlig unausgebildete Begabung. Daraufhin schlug Siloti vor, Rachmaninow die Klasse des Klavierpädagogen Nikolai Sergejewitsch Swerew (1832–1897) am Moskauer Konservatorium besuchen zu lassen. Mit gerade einmal 100 Rubel – mehr konnte die Familie nicht aufbringen – wurde Sergei 1885 nach Moskau entlassen.

### Studienzeit
Rachmaninow kam 1885 in Moskau an. Swerew ließ immer drei besonders begabte Schüler bei sich wohnen, und so fand Rachmaninow auf diese Weise eine Unterkunft. Swerew verlangte weder ein Entgelt noch ein Honorar für die Unterrichtsstunden, und er übernahm die Kosten für einen Französisch- und den Deutschlehrer. Im Gegenzug forderte er von seinen Schülern ein äußerst diszipliniertes Studium: Lob gab es intern allenfalls in Form billigender Kenntnisnahme, sobald jedoch Dritte anwesend waren, überschlug er sich in Anerkennung.
Rachmaninow notierte später:

„Swerew verwandelte sein Haus, das ein musikalisches Gefängnis hätte werden können, in ein musikalisches Paradies. Sonntags wurde aus dem strengen Lehrer ein völlig anderer. Den Nachmittag und Abend pflegte er ein offenes Haus für die bedeutendsten Figuren der Moskauer Musikwelt. Tschaikowski, Tanejew, Arenski, Safonow und Siloti schauten ebenso bei ihm vorbei wie Professoren der Universität, Juristen, Schauspieler, und die Stunden vergingen mit Gesprächen und Musik. […] Unsere Stegreif-Auftritte waren Swerews größtes Vergnügen. Egal, was wir spielten, sein Urteil lautete stets: Ausgezeichnet! Gut gemacht! Hervorragend! Er ließ uns das spielen, wozu wir aufgelegt waren, und forderte die Gäste auf, sich seiner Meinung über uns anzuschließen.“

1888 wechselte Rachmaninow in die Fortgeschrittenenklasse seines Cousins Siloti. Zugleich widmete er sich verstärkt dem Fach Komposition. Da Rachmaninow aber im Hause Swerews keine Ruhe zum Komponieren fand – ständig übte einer der anderen Schüler am Klavier –, kam es zwischen ihm und seinem Gönner zum Bruch. In der Folge nahm ihn Warwara Satina, die Schwester seines Vaters, zu sich. Auch deren Söhne und Töchter, im gleichen Alter wie Rachmaninow, kamen mit dem neuen Gast gut zurecht (er und Natalja heirateten später).
Silotis Entschluss, seine Lehrtätigkeit am Moskauer Konservatorium wegen institutsinterner Konflikte aufzugeben, bestärkte Rachmaninow darin, das Studium unverzüglich abzuschließen. In der Abschlussprüfung im Fach Klavier im Mai 1891 spielte er unter anderem Beethovens Waldstein-Sonate und die Sonate in b-Moll von Chopin. Im Fach Komposition war ihm aufgegeben, eine einaktige Oper zu schreiben – so entstand Aleko, eine Geschichte im „Zigeunermilieu“ mit Liebe, Leidenschaft und Tod ganz im Stil der Cavalleria rusticana. Die Prüfungskommission war von dem Ergebnis so begeistert, dass sie ihm hierfür die „Große Goldmedaille“ verlieh. Das Stück wurde am 27. April 1893 im Bolschoi-Theater uraufgeführt. Dies brachte ihm nicht nur große Presseresonanz, sondern auch auswärtige Einladungen ein.

### Erste Erfolge und Selbstzweifel
Schon vor Aleko hatte Rachmaninow das 1. Klavierkonzert in fis-Moll komponiert, dem er die Opuszahl 1 gab: Im März 1892 hatte er den Kopfsatz im Rahmen eines Konservatoriumskonzerts gespielt und damit Begeisterungsstürme entfacht. Im Sommer 1893 vollendete er die sinfonische Dichtung Der Fels und die seinem großen Vorbild Pjotr Tschaikowski gewidmete Suite für zwei Klaviere op. 5. Tschaikowski fühlte sich geehrt, witzelte, er habe in diesem Sommer „nur eine kleine Sinfonie“ zustande gebracht (es war die Pathétique), und sagte den Besuch einer Aufführung im Herbst zu. Wegen Tschaikowskis plötzlichen Todes kam es aber nicht mehr dazu. Erschüttert von dieser Nachricht komponierte Rachmaninow das Trio élégiaque Nr. 2 – „dem Andenken eines großen Künstlers gewidmet“.
Der Erfolg verleitete Rachmaninow zu einem aufwendigen Lebensstil, der seine Rücklagen rasch aufzehrte. Er hatte in Karl Gutheil zwar einen treuen Verleger in Moskau, der alles veröffentlichte, was Rachmaninow niederschrieb, trotzdem verschärften sich seine finanziellen Probleme. Er versuchte, nebenbei Klavierstunden zu geben, war aber pädagogisch unbegabt. Weil ihm das Reisen verhasst war, brach er eine Konzerttournee durch mehrere Städte Russlands ab, obwohl diese einträglich hätte sein können. Zur gleichen Zeit fiel auch seine 1. Sinfonie in d-Moll bei Kritikern und Publikum durch: Uraufgeführt am 15. März 1897 in Sankt Petersburg unter der Leitung von Alexander Glasunow, stieß das Werk beim Publikum auf Ablehnung, der Kritiker César Cui fühlte sich beim Hören gar an eine Programmsymphonie zum Thema „Sieben ägyptische Plagen“ erinnert. Glasunow, der weder Rachmaninow noch seine 1. Sinfonie mochte, gab später im privaten Kreis zu, das Werk bei der Uraufführung im betrunkenen Zustand dirigiert zu haben. Rachmaninow, der von sich aus nicht gerade eine Frohnatur war, sondern eher eine Tendenz zur Schwermütigkeit hatte, geriet durch die vernichtende Kritik in eine tiefe Schaffenskrise und nachfolgende Depressionen, die durch die ablehnende Haltung Lew Tolstois gegenüber seiner Musik während eines Privatkonzerts verstärkt wurde. Er komponierte nicht mehr, sondern arbeitete stattdessen zeitweilig als Dirigent an der Moskauer Russischen Privatoper. Der Familie Satin gelang es schließlich, ihn dazu zu überreden, sich in ärztliche Behandlung zu begeben.
Hilfe fand Rachmaninow bei einem der russischen Pioniere auf dem Gebiet der Psychiatrie, Nikolai Dahl, dem es gelang, ihm sein Selbstvertrauen zurückzugeben. Dahl behandelte seinen berühmten Patienten mittels Hypnose. Rachmaninow schrieb hierüber später:

„Ich hörte die gleichen hypnotischen Formeln Tag für Tag wiederholt, während ich schlafend in Dahls Behandlungszimmer lag. ‚Du wirst dein Konzert schreiben … Du wirst mit großer Leichtigkeit arbeiten … Das Konzert wird von exzellenter Qualität sein …‘ Es waren immer dieselben Worte, ohne Unterbrechung. Auch wenn es unglaublich erscheint, diese Therapie half mir wirklich. Im Sommer begann ich zu komponieren. Das Material wuchs, und neue musikalische Ideen begannen sich in mir zu regen.“

Rachmaninow begann mit der Arbeit an seinem 2. Klavierkonzert op. 18 in c-Moll, das heute zu den bekanntesten Konzerten der Spätromantik zählt, und widmete es aus Dankbarkeit seinem Arzt. Fertiggestellt waren zunächst der 2. und der 3. Satz, Rachmaninow spielte sie im Herbst 1900 vor Publikum. Den Kopfsatz komponierte er anschließend zügig. Am 27. Oktober 1901 wurde das gesamte Werk unter der Leitung von Alexander Siloti und mit Rachmaninow am Klavier uraufgeführt.

### Heirat und Engagement am Bolschoi-Theater
Am 29. April 1902 heiratete Rachmaninow seine Cousine Natalja Alexandrowna Satina. Sie war Klavierschülerin am Moskauer Konservatorium gewesen, hatte Verständnis für seinen Wunsch nach Entfaltung als Komponist und unterstützte ihn nach Kräften. Aus der Ehe gingen die Töchter Irina und Tatjana hervor.
Im Jahre 1904 nahm Rachmaninow eine neue Herausforderung an: Er wurde Dirigent am Bolschoi-Theater. Zwei Jahre sollte diese Tätigkeit dauern. Unter seiner Leitung wurden gleich neue Regeln eingeführt: Das Dirigentenpult, das seine Vorgänger – aus welchen Gründen auch immer – neben den Souffleurkasten platziert hatten, verfrachtete er zurück in den Orchestergraben. Außerdem verfügte er, dass Instrumentengruppen während einer Aufführung nicht einfach „abtauchten“, wenn sie über längere Passagen nichts zu tun hatten – das traf vor allen Dingen die Blechbläser, die gern den Orchestergraben während der Zeit ihrer Nichtbeanspruchung verließen. Mit seinem harten Durchgreifen war Rachmaninow erfolgreich, und die Besprechungen seiner Aufführungen waren in der Presse sehr positiv:

„Man kann sagen, dass mit der Leitung des Bolschoi-Orchesters durch Rachmaninow sofort ein neuer Geist wehte und das, wovon wir in unseren Kritiken nur zu träumen wagten, der Verwirklichung entgegensieht. […] Wir werden natürlich alle neuen Schritte Rachmaninows in der Laufbahn des Opernkapellmeisters mit größtem Interesse verfolgen, denn seine Tätigkeit verspricht unserer Bühne viel Gutes.“

### Aufenthalte in Dresden

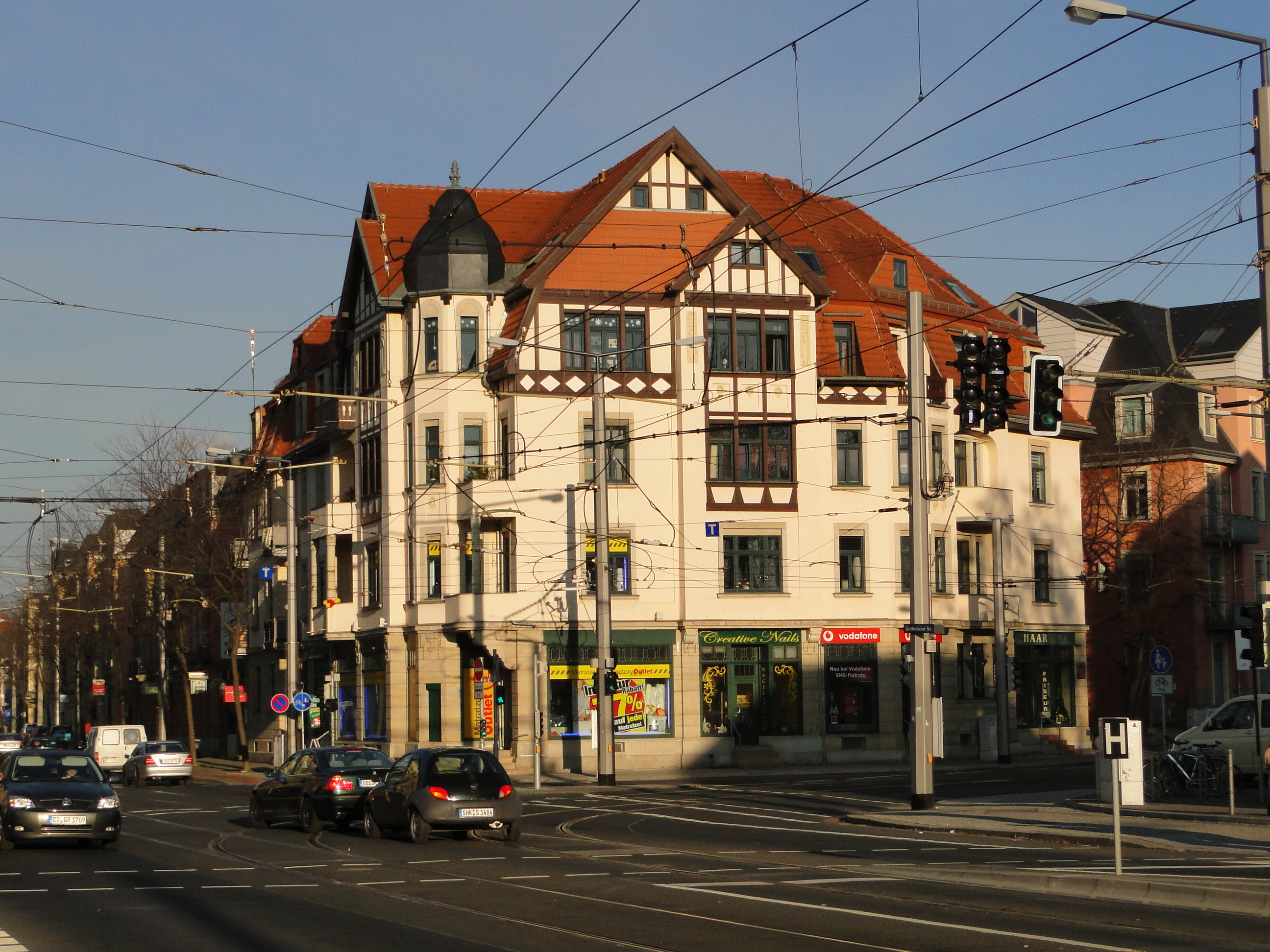
Das denkmalgeschützte Wohnhaus Trachenberger Straße 23

Ab 1906 und in den zwei Folgejahren verbrachte die Familie Rachmaninow die Wintermonate in Dresden. Rachmaninow würdigte das musikalische Kapital der Stadt wie der Region überhaupt, die Arbeit an neuen Kompositionen verband er mit Besuchen der Semperoper und des Leipziger Gewandhauses. Am Trachenberger Platz erwarb er das große Mehrfamilienhaus Trachenberger Straße 23, für das er bis in die 1990er Jahre als Eigentümer, Wohnsitz: New York, eingetragen war.
In Dresden entstanden die 2. Sinfonie op. 27, die 1. Klaviersonate op. 28 und die sinfonische Dichtung Die Toteninsel op. 29. Das gleichnamige Gemälde von Arnold Böcklin hatte er als Schwarz-Weiß-Druck gesehen; als er es später im Original zu Gesicht bekam, notierte er: „Ich war von der Farbe des Gemäldes nicht besonders bewegt. Hätte ich das Original zuerst gesehen, hätte ich Die Toteninsel womöglich nicht geschrieben.“ Auch der Klaviersonate lag gedanklich ein „Programm“ zugrunde, aber Rachmaninow wollte sie ausdrücklich nicht als Programmmusik verstanden wissen. Die Inspiration entstammt Goethes Faust, Rachmaninow hatte bei den einzelnen Themen der Sonatensätze Faust, Gretchen und Mephistopheles vor Augen.

### USA-Tournee

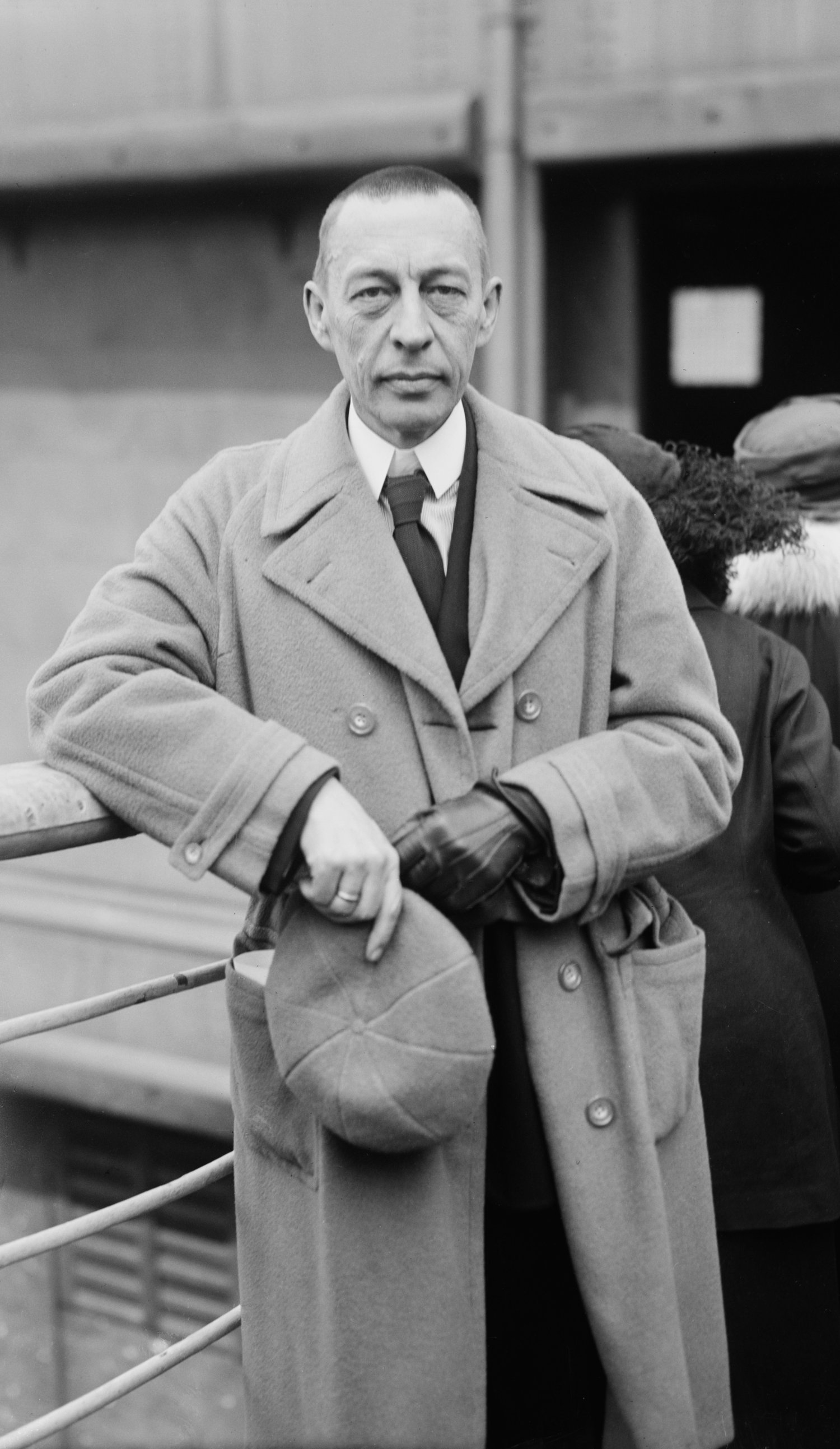
Rachmaninow (undatiertes Foto)

1909 kehrte Rachmaninow dauerhaft nach Russland zurück; er folgte einem Ruf als Vizepräsident und Dirigent der Russischen Musikgesellschaft. Im selben Jahr bereitete er sich intensiv auf eine Tournee durch die Vereinigten Staaten vor. Zu diesem Zweck komponierte er sein 3. Klavierkonzert in d-Moll, ein Konzert, das ähnlich große Popularität wie das zweite erlangt hat. Die exorbitante Virtuosität dieses Konzerts war selbst Rachmaninow nicht geheuer; noch auf der Überfahrt nach Amerika übte er daran mit Hilfe einer stummen Klaviatur. Die Auftritte in den USA konnte er als Erfolg verbuchen, auch wenn er persönlich vom amerikanischen Publikum enttäuscht war und nicht verstehen konnte, dass sie ihn auf den Komponisten des berühmten Cis-Moll-Préludes reduzierten (eines Klavierstücks übrigens, von dem Rachmaninow finanziell nichts hatte, da er sich die Urheberrechte daran nicht hatte sichern lassen).

### Auseinandersetzung mit Kritikern und Alexander Skrjabin
1910 begann sich die russische Musikszene zu spalten. Eine Gruppe um den Komponisten Alexander Skrjabin propagierte neue Wege der Tonalität und darüber hinaus. Rachmaninow konnte dem nichts abgewinnen. Auch unter den Musikkritikern verhärteten sich die Fronten. Über Rachmaninow schrieb Wjatscheslaw Karatygin: „Das Publikum vergöttert Rachmaninow, weil er den durchschnittlichen Spießergeschmack trifft.“
Dass Rachmaninow zeitlebens an der Tradition eines tonalen Kompositionsstils festgehalten hat, ist ihm oft vorgehalten worden. Viele bezeichneten ihn als den „letzten Romantiker“. Anhänger und Verteidiger der „Schönberg-Schule“, vor allem Theodor W. Adorno, haben die Werke Rachmaninows einer oft vernichtenden Kritik unterzogen. So betrachtet Adorno das cis-Moll-Präludium als ein plakatives Schaustück, mit dem Dilettanten Kraft und Virtuosität vortäuschen könnten. „Diesen Kindertriumph hält das Präludium für infantile Erwachsene fest“ (Musikalische Warenanalysen). Auch Komponisten, die weiterhin überwiegend in einer mehr oder weniger erweiterten bzw. eigen interpretierten Form von Tonalität komponierten, wie z. B. Igor Strawinski und Richard Strauss, äußerten sich kritisch zu Rachmaninows Musik.

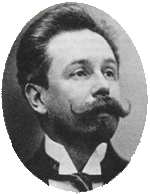
Alexander Skrjabin, Aufnahme um 1900

Rachmaninow und Alexander Skrjabin, beide fast gleich alt, kannten sich schon aus der Konservatoriumszeit. Sie waren zwar keine guten Freunde, aber auch nicht miteinander verfeindet. Mit den Neuerungen in Sachen Tonalität wurden sie allerdings zunehmend zu Konkurrenten. Gegenseitige Provokationen blieben nicht aus. So soll sich Skrjabin vor einer gemeinsamen Aufführung seines eigenen Klavierkonzertes mutwillig betrunken haben, um zu überprüfen, wie es um Rachmaninows Dirigierfähigkeiten bestellt sei, wenn Skrjabin nicht mehr korrekt Klavier spielen konnte und sogar Passagen vergaß. Umgekehrt machte Rachmaninow sich über Skrjabins moderne Musikauffassung lustig. Während einer Verlagsbesprechung stieß er auf die noch unveröffentlichte Partitur des Prometheus (in dem Orchesterwerk ist unter anderem ein von Skrjabin erfundenes Farbenklavier vorgesehen), setzte sich mit den Noten sogleich an den Flügel und begann zu spielen, hielt unvermittelt inne und fragte den anwesenden Skrjabin spitz, was das denn jetzt für eine Farbe an dieser Stelle sei. Skrjabin fühlte sich nicht verstanden und reagierte äußerst gereizt.
Gleichwohl zeigte sich Rachmaninow über Skrjabins frühen Tod 1915 tief betroffen und spielte eine ganze Tournee mit Skrjabins Werken. Bei seiner Interpretation von Skrjabins Klavierstücken kamen aber sogar Nicht-Anhänger des Skrjabin-Lagers ins Grübeln. Der Komponist Anatoli Alexandrow erinnerte sich später:

„Das einzige Mal, dass mich Rachmaninows Spiel nicht befriedigte, war das Konzert mit Werken Skrjabins […]. Zwar gab es in dem Konzert glückliche Momente, wie etwa die glänzende Interpretation des fis-Moll-Präludiums op. 11 […]. Jedoch schien mir die Wiedergabe der größeren Werke, die das Programm enthielt […] fremd und in keiner Weise den Geist Skrjabins wiederzugeben.“

### Exil in den Vereinigten Staaten und der Schweiz

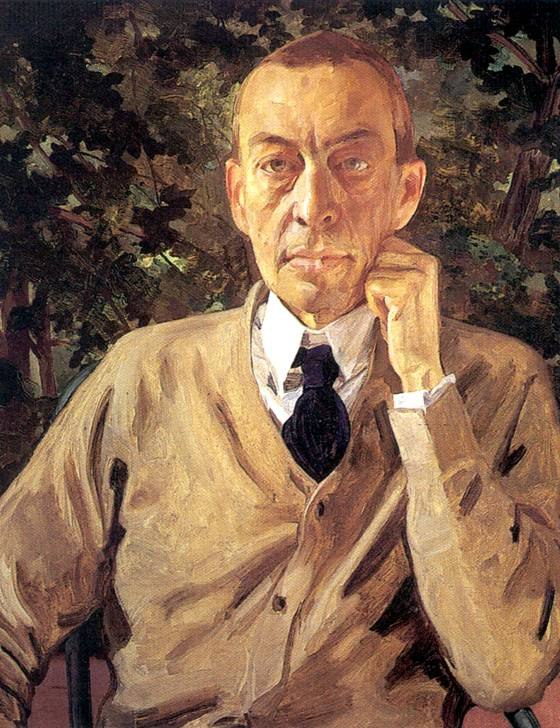
Rachmaninow, porträtiert von Konstantin Somow (1925)

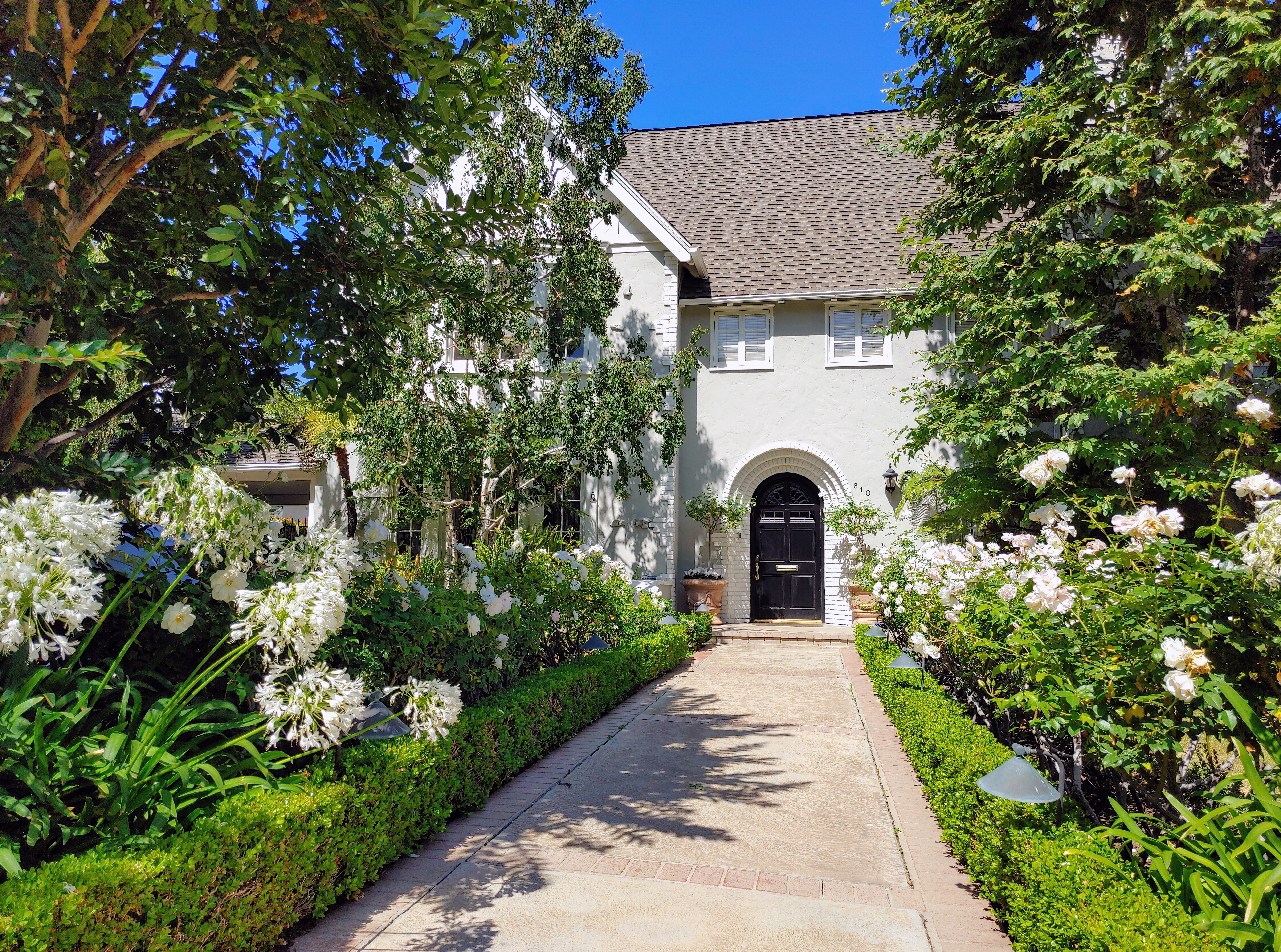
Rachmaninows Haus in Beverly Hills, 610 Elm Drive (2022)

Mit Beginn des Ersten Weltkriegs war Russland vom restlichen Europa abgeschnitten. Rachmaninows Tourneen durch Europa waren schlagartig beendet, er konzertierte nur noch in Russland. Die Inflation beherrschte das Leben. Als Rachmaninow mit seiner Familie auf das Landgut Iwanowka bei Uwarowo im damaligen Gouvernement Tambow flüchtete (der Besitz kam mit seiner Frau in die Ehe; heute Rachmaninow-Museum), gab es bereits ernstzunehmende Gerüchte über Gewalttaten an Gutsbesitzern. Die Wirren der Oktoberrevolution verbrachten die Rachmaninows völlig verängstigt in Moskau. Als Rachmaninow eine Einladung zu einem Konzertauftritt in Schweden bekam, zögerte er keine Sekunde. Er verließ noch vor Weihnachten 1917 mit seiner Familie Russland. Dass es für immer sein sollte, wusste er damals nicht.
Nach Auftritten in Schweden und Dänemark erhielt Rachmaninow mehrere Angebote als Dirigent in den USA. Doch entschied er sich gegen eine verpflichtende Angestelltenposition und für die freie Arbeit als Pianist. Er wurde zu einem der begehrtesten und bestbezahlten Klaviervirtuosen seiner Zeit. Andere Russen wie z. B. Siloti hatten vergeblich versucht, in Amerika Fuß zu fassen, Rachmaninow wurde als Star gefeiert. Akklimatisiert hat er sich nicht. Wie viele Exilanten lebte er mit seiner Familie zurückgezogen, seine Englischkenntnisse blieben gering. Seine Vermögensverhältnisse gestatteten ihm einen luxuriösen Lebensstil, alle Hausangestellten waren Russen. Erst in seinem Todesjahr erwarb Rachmaninow die amerikanische Staatsbürgerschaft, um seiner Familie Probleme in Erbschaftsangelegenheiten zu ersparen.
Rachmaninow hatte in Russland seinen Freund, den jüdischen Pianisten Matweij Presman, gegen antisemitische Anfeindungen in der Kaiserlich-Russischen Musikgesellschaft verteidigt. 1931 zeigte er sich als  aufrechter Stalin-Gegner im amerikanischen Exil. Zusammen mit Ilya Tolstoj, dem ebenfalls exilierten Schriftsteller und zweitältesten Sohn von Lew Tolstoi, prangerte er 1932 in der New York Times das schreckliche „Joch einer zahlenmäßig verschwindenden, aber perfekt organisierten Bande von Kommunisten an“, die mit dem Mittel des „roten Terrors dem russischen Volk ihre Mißwirtschaft“ aufzwängen.
Rachmaninows Kompositionstätigkeit war mit dem Exil ab 1917 zunächst völlig zum Erliegen gekommen; die Inspiration Russlands fehlte. Das letzte dort entstandene große Werk war der zweite Band der Etudes-tableaux op. 39 (1916). Von 1919 bis 1925 komponierte er lediglich einige kürzere Bearbeitungen fremder Werke, am bekanntesten sind Liebesleid und Liebesfreud nach Fritz Kreisler. Von 1925 bis 1928 entstand das 4. Klavierkonzert op. 40, das aber auf Skizzen basieren könnte, die bereits im Jahr 1914 auf Iwanowka entstanden waren. Auch die drei Orchesterlieder op. 41 (1926) enthielten keine neuen eigenen Themen, da sie auf russischen Volksliedern basieren.
Weil ihnen der Abschied von der ländlichen Idylle auf Iwanowka, der Abschied von europäischen Gepflogenheiten so schwergefallen war, sehnten sich die Rachmaninows nach dem alten Europa zurück. Schließlich erwarb Rachmaninow 1930 in der Schweiz ein Ufergrundstück in Hertenstein LU in der Gemeinde Weggis am Vierwaldstättersee. Die Villa, die er dort errichten ließ (Lage), nannte er Senar (= Sergej + Natalja Rachmaninow ). Dort verbrachte Rachmaninow viele Sommermonate und fand endlich zum Komponieren zurück. Es entstanden zunächst zwei Variationenwerke über fremde Themen von Corelli (op. 42, 1931) und Paganini (op. 43, 1934). Insbesondere in letzterem Werk findet sich wieder der typisch Rachmaninowsche melodische Erfindungsreichtum, der in der 18. Variation kulminiert. Der Erfolg dieses Werkes beim Publikum ermutigte Rachmaninow, sich an seine dritte Symphonie zu wagen (1935/36). Deren lauwarme Aufnahme schreckte Rachmaninow (im Gegensatz zu seiner ersten Symphonie Jahrzehnte zuvor) nicht mehr:

„Ihre Aufnahme bei Publikum und Kritikern war säuerlich. Eine Rezension liegt mir besonders schwer im Magen: dass ich keine 3. Symphonie mehr in mir habe. Ich persönlich bin fest davon überzeugt, dass dies ein gutes Werk ist. Aber manchmal liegen Komponisten auch falsch. Bis jetzt halte ich aber an meiner Meinung fest.“

### Letzte Stationen

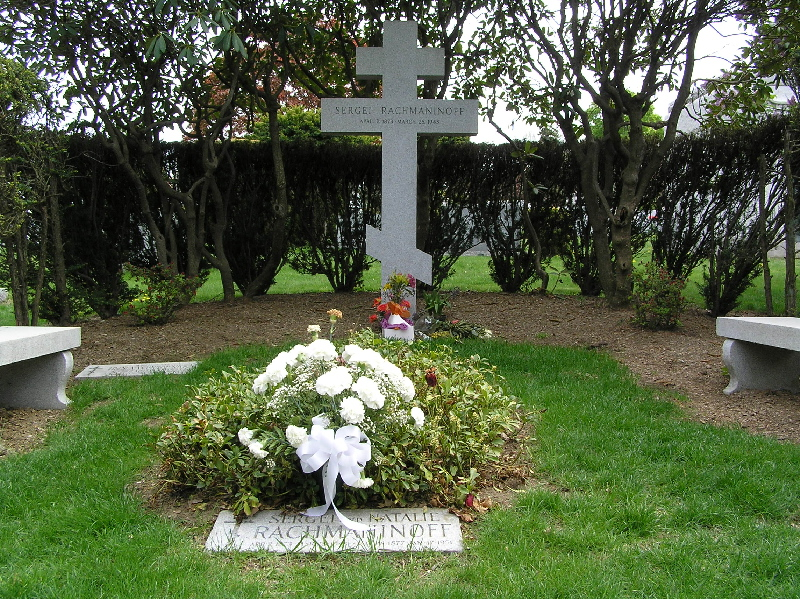
Rachmaninows Grab in Valhalla

Schließlich verlor er auch die neue Schweizer Heimat mit Beginn des Zweiten Weltkriegs. Sein letztes Werk entstand 1940 in Huntington auf Long Island, die Sinfonischen Tänze. Dieses Werk mit seinem ursprünglich autobiographischen Programm sollte Rachmaninows letztes sein, in den letzten drei Jahren seines Lebens bearbeitete er nur noch ein Tschaikowski-Wiegenlied für Klavier sowie erneut sein 4. Klavierkonzert.
1942 erwarb Rachmaninow ein Grundstück in Beverly Hills, 610 North Elm Drive. Die Konzertreisen in den 30er Jahren hatten ihre Spuren bei ihm hinterlassen, mehr noch sein Zigarettenkonsum. Das Ende kam schnell, Rachmaninow verstarb kurz vor seinem 70. Geburtstag an Krebs. Sein Wunsch, in Moskau auf dem Nowodewitschi-Friedhof beerdigt zu werden – dort liegen auch Dmitri Schostakowitsch, Alexander Skrjabin, Sergei Tanejew und Anton Tschechow –, ging nicht in Erfüllung. Seine letzte Ruhestätte fand er auf dem Kensico-Friedhof in Valhalla (New York), wunschgemäß an der Seite seiner Gattin und seiner Tochter. 2015 unternahm der Kulturminister Russlands, Wladimir Medinski, einen erneuten Vorstoß, die Urne in die Rachmaninow-Gedenkstätte nach Nowgorod überführen zu lassen. Dieser Versuch scheiterte jedoch.

## Der Medienskeptiker

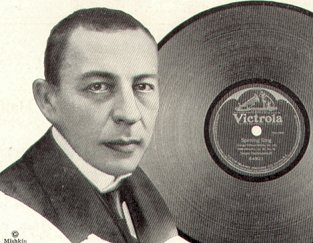
Rachmaninow mit einer Aufnahme, 1921

Zu Rachmaninows Lebzeiten gab es bereits viele technische Möglichkeiten, sein Wirken als Musiker durch Aufzeichnungen zu konservieren. Rachmaninow stand dem indessen misstrauisch gegenüber:

„Meiner Meinung nach hat der Rundfunk einen schlechten Einfluss auf die Kunst: Er ist dazu angetan, ihr alles Leben und aufrichtigen Sinn auszutreiben.“

Bei Schallplattenaufnahmen wiederum fürchtete der Perfektionist, dass möglicherweise Unvollkommenes festgehalten würde. Er notierte:

„Ich werde sehr nervös bei Einspielungen. […] Wenn die Probeaufnahmen fertig sind, weiß ich, dass ich sie zurückgehen lassen kann, und dann ist alles in Ordnung. Aber wenn die Schlussaufnahme ansteht und mir bewusst wird, dass dieses Ergebnis jetzt genügen und von Dauer sein soll, werde ich nervös, und meine Hände beginnen sich anzuspannen.“

Rachmaninow war einer der letzten Vertreter einer jahrhundertealten Tradition. Bis ins späte 19. Jahrhundert hinein waren die meisten Komponisten gleichermaßen bedeutende Virtuosen ihrer Zeit. Rachmaninow war einer der letzten, der diese Doppelfunktion ausübte (eigentlich war es sogar eine Tripelfunktion: Komponist, Pianist, Dirigent). Er war der erste und letzte seiner Zunft, der ein relativ umfangreiches Zeugnis seines pianistischen Könnens auf Tonträgern hinterlassen hat. Die ersten Aufnahmen (für Edison Records) entstammen dem Jahr 1919, die letzten (für RCA Victor) entstanden 1942.
Die Anzahl der von ihm eingespielten Aufnahmen ist beträchtlich, so sind es immerhin 10 CDs, auf denen heute seine glänzenden Fähigkeiten als Musiker der Nachwelt überliefert sind. Außerdem spielte er zwischen 1919 und 1929 auch ca. 35 kürzere (eigene und fremde) Werke für Musikrollen der Firma Ampico ein. Diese wurden teilweise entsprechend den Informationen auf der offiziellen Website des US-amerikanischen Pianola Institutes zum reproduzierenden Piano Ampico (AMerican PIano COmpany) 1979 mit einem Reproduktionsflügel der estnischen Firma Estonia (Tallinn) aufgenommen und unter dem Titel Rachmaninov plays Rachmaninov vom Plattenlabel DECCA 1980 als Vinyl-LP sowie 1991 als CD veröffentlicht, so dass Rachmaninows Spiel in heutigem Klang und ohne die typischen Nebengeräusche herkömmlich mechanischer Reproduktionsklaviere überliefert ist. Im Jahr 1996 produzierte das Plattenlabel TELARC mit 20-bit-Technologie die Einspielung auf einem SE290-Computerflügel von Bösendorfer, die 1998 als CD mit dem Titel A Window in Time, Vol. 1 veröffentlicht wurde. Die derzeit neueste DSD-Reproduktionseinspielung wurde 2009 mit einem Steinway-Flügel durch das Zenph-Studio hergestellt und unter dem Titel Rachmaninoff plays Rachmaninoff als CD vom Plattenlabel RCA Red Seal (Sony) veröffentlicht.
Rachmaninow war ein nüchternerer und sachlicherer Interpret, als man nach der heutigen oft romantisierenden Rezeption seiner Werke vielleicht erwarten würde. Im Gegensatz zu vielen Zeitgenossen, die immer noch dem romantisch-manierierten Idiom der musikalischen Auffassung verhaftet waren, interpretierte Rachmaninow eigene und fremde Werke in gewisser Hinsicht also sehr modern.

## Popmusikalische Adaptionen
Ein Motiv aus dem Mittelsatz (Adagio sostenuto) des 2. Klavierkonzerts wurde von Eric Carmen in seinem Song All By Myself verwendet.
Der Einfluss von Rachmaninows Schaffen (insbesondere seines zweiten und dritten Klavierkonzerts) ist in den Songs Space Dementia, Blackout und Butterflies and Hurricanes von Muse zu hören.

## Ehrungen

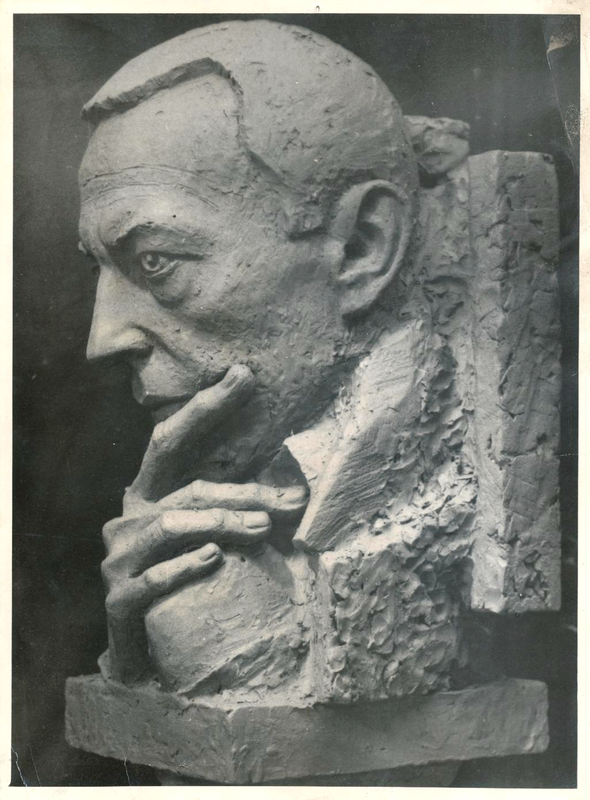
Rachmaninow-Büste (W. I. Dudnik), Moskauer Konservatorium

- Sergei Wassiljewitsch Rachmaninow wurde auf einer modernen russischen Münze (aus Gold) verewigt.
- Der Asteroid (4345) Rachmaninoff wurde nach dem Komponisten benannt.
- Der Pianist Lars David Kellner hat eine für die Wissenschaft neue Schneckenart beschrieben und sie zu Ehren Sergei Rachmaninoffs benannt.
- Seit 1987 trägt der Rachmaninoff-Gletscher auf der Alexander-I.-Insel in der Antarktis seinen Namen.

## Werke

### Sinfonische Werke
- 3 Sinfonien
  - 1. Sinfonie, op. 13, 1897
  - 2. Sinfonie, op. 27, 1906/7
  - 3. Sinfonie, op. 44, 1935
- Sinfonische Tänze, op. 45, 1940

### Tondichtungen
- Prinz Rostislaw, ohne op., nach der gleichnamigen Ballade von A. K. Tolstoi
- Der Fels, op. 7
- Capriccio über Zigeunerweisen, op. 12
- Die Toteninsel, op. 29 (nach Arnold Böcklin)
- Die Glocken, op. 35

### Klavierkonzerte
- Klavierkonzert Nr. 1 fis-Moll, op. 1, 1891, revidiert 1917
- Klavierkonzert Nr. 2 c-Moll, op. 18, 1901
- Klavierkonzert Nr. 3 d-Moll, op. 30, 1909
- Klavierkonzert Nr. 4 g-Moll, op. 40, 1926, revidiert 1941
- Rhapsodie über ein Thema von Paganini für Klavier und Orchester, op. 43, 1934

### Kammermusik
- Klaviertrio Nr. 1 g-Moll, „Trio élégiaque“
- Zwei Stücke für Violoncello und Klavier, op. 2
- Zwei Salon-Stücke für Violine und Klavier, op. 6
- Klaviertrio Nr. 2 d-Moll, op. 9, „Trio élégiaque“, komponiert 1893 anlässlich des Todes von Peter Tschaikowski
- Sonate für Violoncello und Klavier g-Moll, op. 19
- Vocalise für Violoncello und Klavier nach op. 34 Nr. 14
- Zwei Streichquartette g-Moll (ohne Opusangabe)
- Melodie für Violoncello und Klavier D-Dur
- Lied für Violoncello und Klavier f-Moll
- Romanze für Violoncello und Klavier fis-Moll

### Klaviermusik
Für Klavier solo
- 2 Sonaten, op. 28 & 36
- 5 Morceaux de Fantaisie, op. 3 (darin Nr. 2: Prélude cis-Moll)
- 7 Morceaux de Salon, op. 10
- 6 Moments Musicaux, op. 16
- 10 Préludes, op. 23
- 13 Préludes, op. 32
- 8 Etudes-tableaux, op. 33, & 9 Etudes-tableaux, op. 39
- Variationszyklen über ein Thema von Chopin, op. 22 und über ein Thema von Corelli, op. 42
- Transkriptionen für Klavier nach eigenen Liedern (Flieder, op. 21/5; Gänseblümchen op. 38/3) sowie Werken von:
  - J.S. Bach (Preludio, Gavotte, Gigue aus Violinpartita Nr. 3), Behr (Polka de W.R.), Bizet (Menuet aus L’Arlésienne), Kreisler (Liebesfreud; Liebesleid), Mendelssohn (Scherzo aus Ein Sommernachtstraum),
  - Mussorgski (Hopak), Rimski-Korsakow (Hummelflug aus Zar Saltan), Franz Schubert (Wohin?), Smith (Star-Spangled Banner), Pjotr Tschaikowski (Wiegenlied op. 16/1)
- Werke ohne Opus: Klavierstück d-Moll (1884); 3 Nocturnes fis-Moll, F-Dur, c-Moll (1887/1888); Prelude F-Dur (1891); Suite d-Moll (1891); 4 Klavierstücke: Romanze fis-Moll, Prelude es-Moll, Melodie E-Dur, Gavotte D-Dur; Morceau de Fantaisie g-Moll (1899), Fughette (1899); Orientalische Skizze (1917); Klavierstück d-Moll (1917); Fragmente (1917); Kadenz zu Franz Liszts ungarischer Rhapsodie Nr. 2

Für Klavier vierhändig
- 6 Stücke für Klavier zu vier Händen, op. 11
- Werke ohne Opus: Romanze G-Dur o. op. (1893); Polka italienne (1906)

Für Klavier sechshändig
- Walzer und Romanze A-Dur ohne Opuszahl, 1890/91 für seine Cousinen komponiert

Für 2 Klaviere
- 2 Suiten für zwei Klaviere, opp. 5 & 17
- Werke ohne Opuszahl: Russische Rhapsodie (1891); Romanze G-Dur (1893)

### Opern
- Aleko (nach Puschkin)
- Der geizige Ritter, op. 24 (nach Puschkin)
- Francesca da Rimini, op. 25 (nach Dante Alighieri)
- Monna Vanna (nach Maurice Maeterlinck, unvollendet)

### Weltliche und geistliche Chorwerke mit und ohne Orchester
- Frühling, Kantate für Bariton, Chor und Orchester, op. 20
- Liturgie des hl. Johannes Chrysostomus, op. 31
- Die Glocken (nach Edgar Allan Poe, in einer Umdichtung durch Konstantin Balmont) für Solostimmen, Chor und Orchester, op. 35
- Das große Abend- und Morgenlob, op. 37 (auch Ganznächtliche Vigil oder Vesper)
- Drei russische Volkslieder für Chor und Orchester, op. 41

### Lieder
Rachmaninows umfangreiche Liedkompositionen sind in Deutschland ein Geheimtipp, die hinter einer zunächst unzugänglich anmutenden Sprache eine Fülle an harmonischem Erfindungsreichtum verbergen. Neben der populären Vocalise aus op. 34 werden Не пой, красавица! und Ночь печальна am häufigsten gesungen.
- Lieder op. 4, op. 8, op. 14, op. 21, op. 26, op. 34, op. 38.